# Елія Доміція Пауліна
Елія Доміція Пауліна (*Aelia Domitia Paulina, 74 —130) — давньоримська матрона, сестра імператора Адріана.

## Життєпис
Походила із сенаторського роду Еліїв. Народилася у 74 році у м. Гадес, провінція Бетіка (сучасний Кадіс, Іспанія). Донька Публія Елія Адріана Афера та Пауліни, сестра майбутнього імператора Адріана, родичка Траяна.
Після смерті батьків у 85—86 роках була узята разом з братом була узята під опіку Траяна й Публієм Ацилієм Атіаном. У 98 році за пропозицією імператора Траяна вийшла заміж за Луція Сервіана. Користувалася великою пошаною при вдорах імператорів Траяна та Адріана. народила єдину доньку — Юлію Сервіану Пауліну. Сконала у 130 році й була урочисто похована.